# Пуотіла (станція метро)
60°12′53″ пн. ш. 25°05′35″ сх. д. / 60.21472° пн. ш. 25.09306° сх. д.
Пуотіла (фін. Puotila, швед. Botby gård) — станція метрополітену Гельсінкі по лінії «Ітякескус» - «Вуосаарі». Станція обслуговує квартали Пуотіла та Вартіохар'ю у Східному Гельсінкі. Відкрита 31 серпня 1998 року.
- Конструкція:Станція напівпідземного типу — неглибокий, прорубаний у граніті тунель, закритий зверху бетонною кришкою. Наземна двопрогінна крита станція з однією острівною платформою.
- Пересадки: Автобус: 93, 93K, 95, 95N, 97, 97N, 97V, 841, 841N

Біля станції розташовані стоянка на 200 роверів та 331 автівку
Станція спроєктована міським планувальним бюро Kaupunkisuunnittelu Oy Jarmo Maunula. Пасажиропотік на добу (робочі будні) в середньому дорівнює 3,3 тис. осіб. Станція має два виходи — західний і східний. Обидва виходи оснащені ескалаторами і ліфтами. Західний вихід — вихід до східного кінця  кільцевої автодороги I та супермаркету «Призма». Зі східного боку станції розташовані районний стадіон, районний торговий центр «Alepa», районна школа, а також районний Будинок культури робітників. 